# Carl Matthiesen

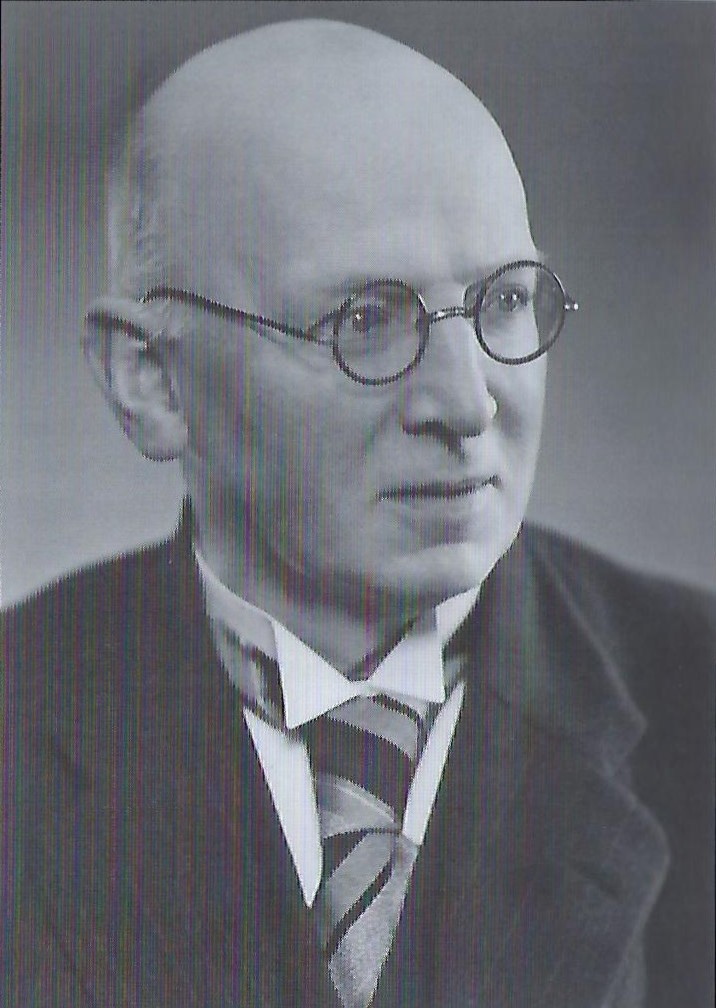
Carl Matthiesen

Carl August Matthiesen, auch Matthiessen (* 30. Mai 1866 in Hadersleben; † 7. Januar 1947 in Flensburg) war ein deutscher lutherischer Pastor und Theologe.

## Leben
Carl Matthiesen war ein Sohn des Kaufmanns Peter Matthiesen (* 3. November 1821 in Tyrstrup; † 4. November 1881 in Hadersleben) und dessen Ehefrau Sophie Gertrude, geborene Sörensen (* 1839 oder 1840). Sein Bruder Thomas Matthiesen (* 22. September 1874 in Hadersleben; † 28. September 1957 in Flensburg) arbeitete von 1909 bis 1939 als Pastor an der Flensburger St.-Petri-Kirche und schrieb mehrere Arbeiten über die Kirchengeschichte Schleswig-Holsteins, die ihn bekannt machten.
Matthiesen besuchte die Haderslev Katedralskole und studierte ab 1883 Theologie an der Universität Leipzig. Einen Schwerpunkt setzte er dabei auch auf geschichtliche Themen. Später besuchte er die Universitäten Erlangen (wo er Mitglied des örtlichen Vereins Deutscher Studenten wurde) und Kiel. Nach der Theologischen Abschlussprüfung im Jahr 1889 ging er an das von Propst Christian August Valentiner geleitete nordschleswigsche Predigerseminar. Nach der Ordination am 1. Juni 1890 arbeitete er drei Jahre in Hügum und machte hier Bekanntschaft mit Emil Wacker, der die Flensburger Lutherische Konferenz gegründet hatte, in die auch Matthiesen eintrat.
Von 1893 bis 1903 wirkte Matthiesen als Pastor in Sonderburg, danach bis 1910 als Pastor von Rödding. An beiden Orten pflegte er Kontakte zur Flensburger Diakonissenanstalt. Hierhin wechselte er als Nachfolger Wackers und wirkte dort 24 Jahre lang als Pastor und Rektor der Anstalt. Bei der Arbeit unterstützte ihn Oberin Hanny Funcke, deren Vater Otto Funcke ein bekannter Theologe war.
Matthiesens Worte fanden Gehör bei den Diakonissen, Gemeinden und auf Synoden in Deutschland und Dänemark. Die Theologische Fakultät der Universität Kiel verlieh ihm 1930 die Ehrendoktorwürde. Während des Kirchenkampfes war er Mitglied der Bekennenden Kirche. Laut Frank Schlicht galt er für viele junge Studenten und Pastoren als geistiger Vater und Berater. Seine Wirkung entfaltete er insbesondere durch seine Predigten, die stark von der nordschleswigschen Erweckungsbewegung beeinflusst waren.
Matthiesen war verheiratet mit Auguste Wolf aus Warnitz, die am 12. Juni 1927 in Flensburg starb.

## Schriften
- Die persönliche Bekehrung als Predigt der Kirche. In: Rechtgläubigkeit und Frömmigkeit, Band 1. Furche-Verlag Berlin 1938, S. 21–59, hrsg. v. Hans Asmussen.
- Die Ev.-luth. Diakonissenanstalt Flensburg. Band 1: 1874–1924; Band 2: 1924–1934, Flensburg 1939.
- Aus meinem Leben. Menschen unter Gottes Befehl. Reich und Heidrich, Ev. Verlag, Hamburg 1948.